# Vignette
Pour le sens informatique du mot vignette, voir Miniature (informatique).
 (juillet 2020).

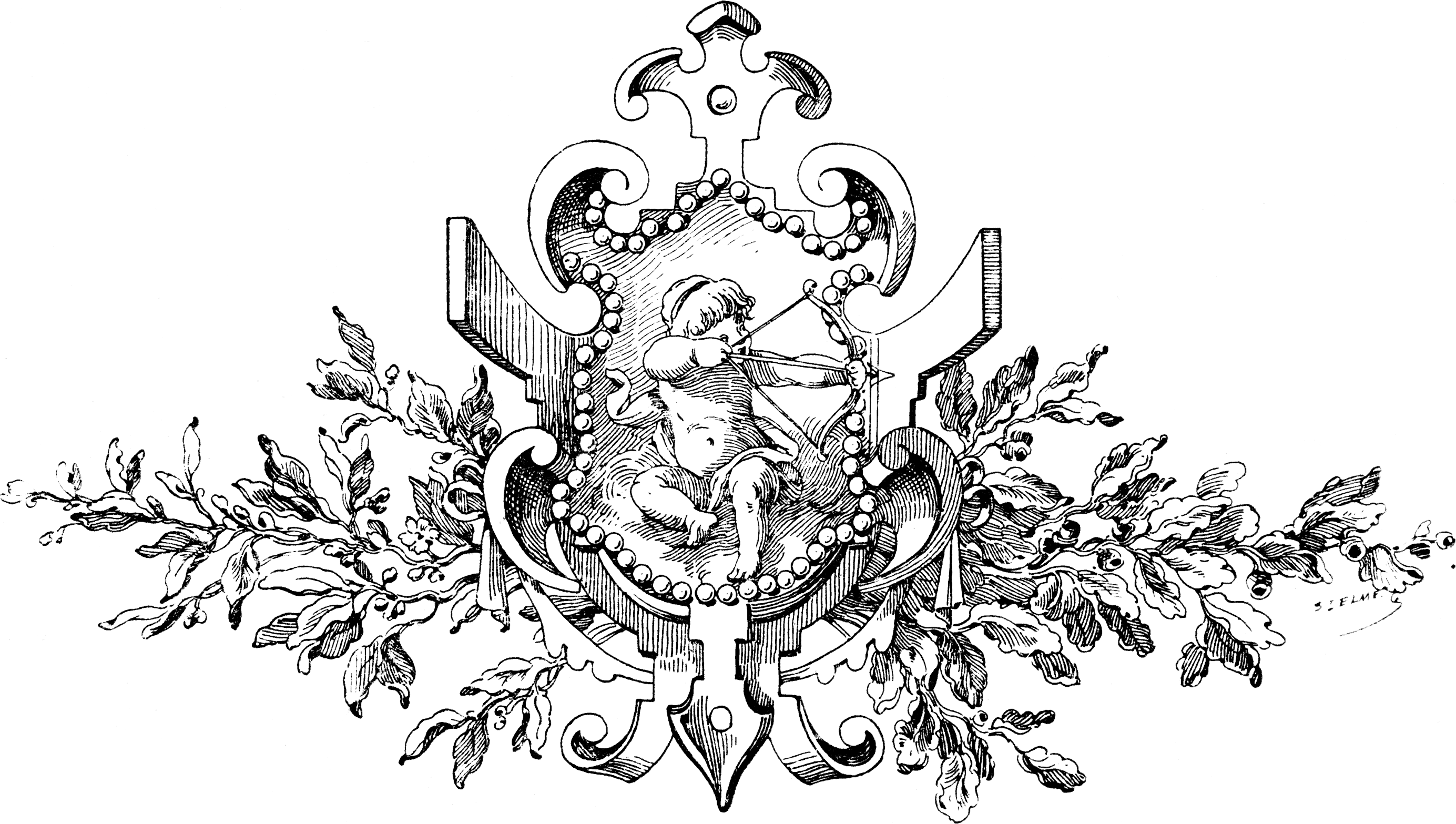
Vignette typographique.

Le mot vignette comporte trois significations principales :
1. Dans son premier sens, le plus ancien, il est utilisé pour désigner tout motif ornemental illustrant les pages de textes imprimés, et notamment ceux placés en tête et en fin de chapitres ou parties (voir aussi Cul-de-lampe (typographie)). 
Par extension, ce terme s'applique à toute illustration d'un livre dessinée ou gravée sauf celles situées hors-texte. Cette désignation, qui dérive du mot « vigne », provenait du fait que, originellement, ces motifs décoratifs incluaient des ceps ou des pampres. On parle de « vignettiste » pour désigner la personne qui dessine et grave (sur bois, sur métal) ces motifs.
2. À partir du milieu XXe siècle, ce mot sert à désigner principalement les multiples formats illustrés généralement de dimensions réduites et parfois dentelés et gommés au verso, qui visent à transmettre des messages de toute nature (mémorielle, commémorative, caritative, commerciale, etc.). Les vignettes sont le plus souvent d'origine privée, comme les vignettes publicitaires ou partisanes.
3. On appelle également « vignette » une case de bande dessinée.

## Différences entre vignette et timbre mobile
Les « vignettes » sont souvent distinguées des « timbres ».
- Les timbres sont en général à usage postal ou fiscal. Ils sont émis par l'État ou certaines collectivités publiques pour recouvrer des taxes obligatoires ou des impôts. Les timbres sont presque toujours d'origine publique ou semi-publique, voir timbre postal et timbre fiscal mobile, sauf exception, voir alors timbre privé.
- Le terme « vignette » concerne en général des motifs décoratifs souvent publicitaires, qualifiés de « timbre Cendrillon quand ils sont imprimés sur du papier gommé et dentelé.

Il y a de fréquentes confusions entre timbre et vignette. Un exemple est l’usage du mot « timbre » pour des albums de collections de vignettes publicitaires édités à l'usage des enfants par diverses marques de chocolat. D'autre part des vignettes sont souvent collées sur les plis postaux à côté des timbres (les philatélistes sont intéressés lorsque ces vignettes ont été oblitérées par la poste, le plus souvent par mégarde). Les postes française ou anglaise ont généralement posé comme règle, pour éviter de telles confusions, que les vignettes ne pourraient être apposées qu'au verso des lettres, ou sur le côté gauche des formats cartes postales. 
Par ailleurs, plusieurs textes législatifs et réglementaires ont alimenté la confusion, en qualifiant officiellement de « vignettes » les timbres fiscaux spéciaux émis en France à partir de 1956, pour être apposés sur les pare-brise des automobiles (cf. vignette automobile). On appelle aussi vignettes d’affranchissement des timbres dont la valeur faciale est imprimée par le distributeur automatique, et les timbres-poste classiques ont également été désignés sous le nom de vignettes.

## Catégories
Les vignettes appartiennent à des catégories variées et sont utilisées pour mobiliser l'opinion sur de nombreux thèmes :

### Gratuites
De nombreuses vignettes, sinon la plupart, sont émises gratuitement, dans un but de propagande ou de publicité. 

### Payantes

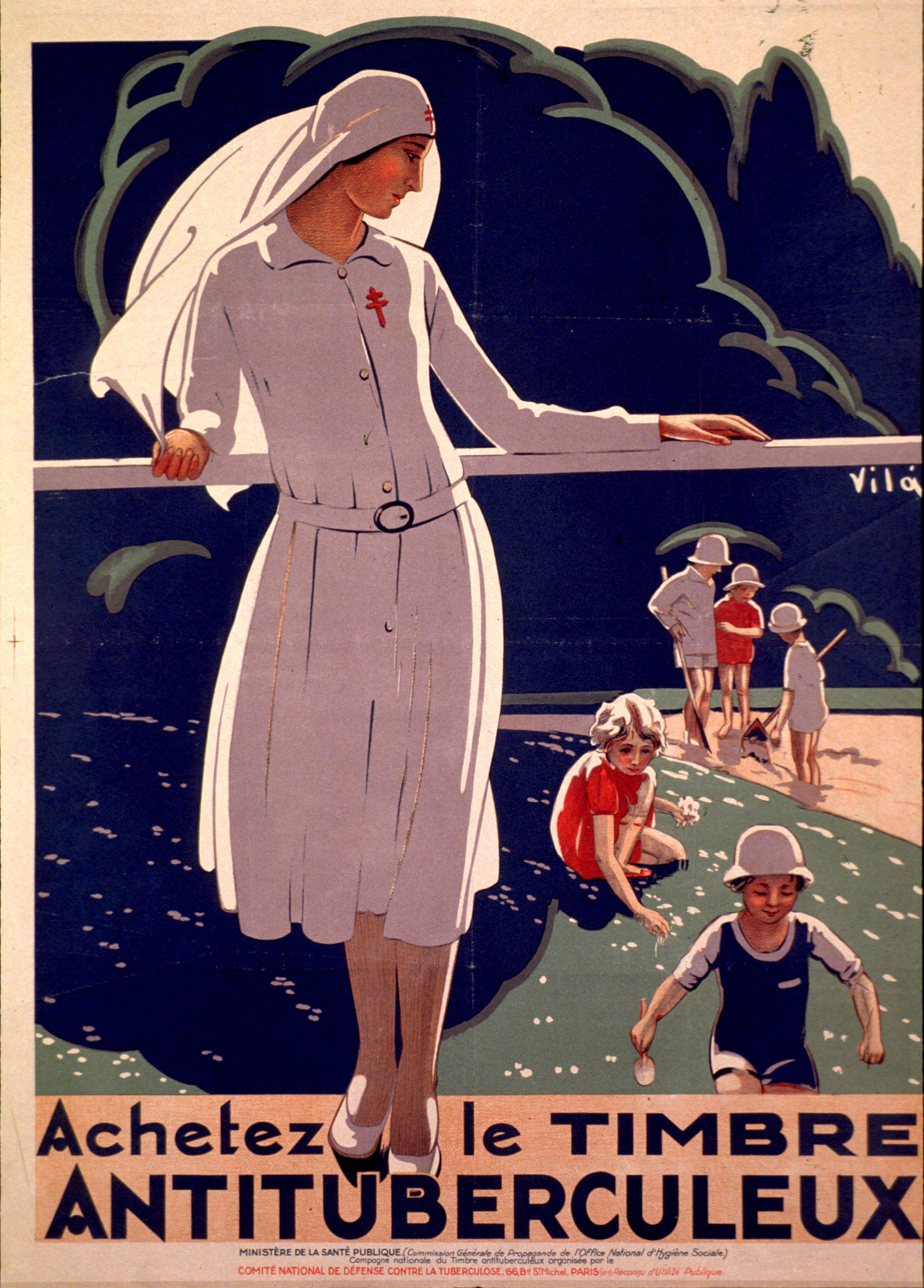
Tuberculose.

Des vignettes payantes sont celles qui sont émises, non seulement pour diffuser des messages, mais aussi pour inciter le public à effectuer des donations au profit de certaines œuvres ou de certaines causes.
Elles comportent alors souvent des mentions de valeurs faciales, mais pas nécessairement.
Parmi ces vignettes payantes, certaines sont émises à titre occasionnel pour financer telle ou telle cause. Il en a été ainsi des vignettes antituberculeuses ou de lutte contre le cancer.
D'autres sont émises avec une périodicité régulière pour recouvrer des cotisations (vignettes de cotisations des syndicats, des partis, ou des associations privées, figurines politiques, etc.).
Certaines vignettes attestent du paiement d’une taxe routière, voir vignette automobile.
Certaines vignettes sont indirectement payantes. Il s'agit de « vignettes adresses », envoyées par certaines œuvres caritatives à des personnes dont elles sollicitent l'aide financière, pour leur forcer la main. Les adresses de leurs destinataires figurent au centre de ces vignettes, environnées de motifs relatifs à l'œuvre. Ainsi, ceux des destinataires et bienfaiteurs présomptifs qui apprécient ces vignettes adresse, se croient-ils obligés, afin de les utiliser valablement, de contribuer à l'œuvre.

## Thèmes

### Propagande
Les vignettes de propagande ont été émises pour la défense de multiples causes, bien souvent opposées.

#### Vignettes politiques

##### Vignettes patriotiques
De nombreuses vignettes ont comporté, en 1914-1918, des effigies de généraux français, d'autres ont commémoré le retour de l'Alsace à la France. Du côté des vaincus, de multiples vignettes sont apparues, pour commémorer le souvenir des colonies allemandes perdues, tandis que d'autres réclamaient le rattachement à l'Allemagne de ce qui restait de l'Autriche. Comme en réponse, d'autres vignettes ont été émises par les industriels français pour décrier les produits allemands, et inciter le public à l'achat de produits français.
Durant la Seconde Guerre mondiale ont été célébrés l'effort de guerre allié, la France libre, etc.
Parmi les vignettes patriotiques, le cas des figurines sionistes du K.K.L., fondé en 1901, destinées à financer l'achat de terres en Palestine sous mandat britannique, en vue d'y installer des pionniers juifs, souhaitant refonder l'État hébreu. La destinée de ces vignettes est significative, car elles furent par la suite surchargées du mot hébreu Doar (fr. : Poste), lors de la naissance de l'État d'Israël, et furent ainsi utilisées comme timbres postaux provisoires (cf. ci-dessous).

##### Vignettes partisanes
Depuis en gros 1900, des vignettes ont été émises en France, par les royalistes, les boulangistes, les nationalistes bretons, les féministes, ainsi que par l'Action française, à la fin des années 1930, etc.
De nombreuses vignettes ont été émises aussi, durant la Guerre d'Espagne (1936-1939), dans les deux camps opposés, soit seulement à titre de propagande, soit aussi pour obtenir quelques rentrées d'argent destinées à financer les forces combattantes en présence.
Il en a été de même, en 1948, pour promouvoir le Rassemblement du peuple français (RPF) dirigé personnellement, à l'époque, par le général de Gaulle.

#### Vignettes touristiques
Au cours des années 1930, de nombreuses vignettes ont illustré des paysages choisis de la « Douce France » et de ses colonies. De nos jours de superbes vignettes ont été émises à Bayeux pour faire connaître la tapisserie retraçant le souvenir de la conquête de l'Angleterre par les Normands.

#### Vignettes d'expositions
De nombreuses vignettes ont annoncé ou commémoré les expositions de tous ordres depuis la fin du XIXe siècle.

#### Vignettes de vœux
Des vignettes ont souvent été mises en circulation pour porter des vœux, notamment, à l'occasion de Noël.

#### Vignettes aéronautiques
À l'occasion de certains premiers vols ou premiers meetings aériens, diverses vignettes commémoratives ont été mises en circulation, en France, comme en Allemagne.

#### Vignettes militaires

##### Vignette de propagande pour l'armée

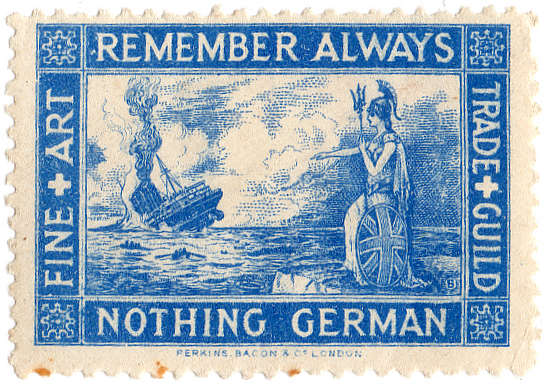
Première Guerre mondiale.

Des vignettes ont paru dans certains pays pour rendre hommage à l'armée. Telles ont été par exemple les vignettes régimentaires ou navales éditées en 1914-1918 par les éditions Delandre et qui ont représenté les insignes ou les soldats des différentes unités et les principaux vaisseaux de la France et de ses Alliés.

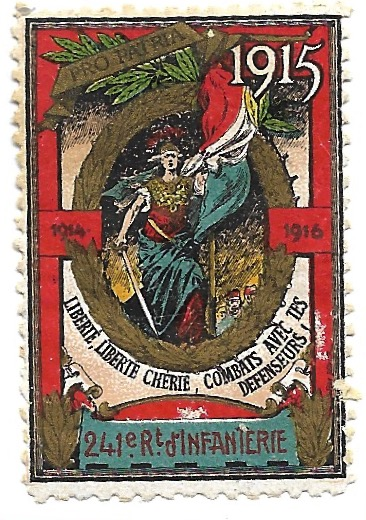
Vignette Pro Patria du régiment d'infanterie de France aux Éditions Delandre.

##### Vignettes de «franchise militaire»
D'autres vignettes se sont présentées comme des timbres de Franchise militaire, pour les soldats en opération, soit en temps de guerre, soit à l'occasion d'expéditions coloniales. Cependant, malgré, leurs mentions de franchise, il s'agissait en réalité de simples vignettes émanant de particuliers avisés, car les soldats censés en bénéficier avaient de toute façon droit à la franchise, qu'ils les utilisent ou non. Ainsi en a-t-il été des nombreuses figurines de « franchise militaire » du Maroc espagnol (voir Histoire philatélique et postale du Maroc), et de la figurine « Infanterie » mise en circulation en France en 1940, et quelquefois mentionnée à tort comme timbre F.M. par certains catalogues.

#### Vignettes sanitaires et sociales

##### Vignettes sanitaires
La Croix-Rouge a émis des vignettes et il existe des vignettes antituberculeuses.

##### Vignettes sociales
Diverses vignettes ont été mises en circulation pour faire part à certaines dépenses scolaires, comme les vignettes de caisses des écoles de divers départements français et arrondissements parisiens.
De même, certaines vignettes ont été créées pour rassembler des fonds à l'intention de certaines populations défavorisées.

#### Vignettes de grève
Il arrive qu'en temps de grève des postes, certains entrepreneurs interviennent à titre privé (Chambres de commerce ou autres) pour transporter le courrier, à la place du service public défaillant. Ces organismes émettent alors parfois des figurines, qui sont de véritables timbres privés, à la condition que les organismes émetteurs aient vraiment transporté du courrier (voir Timbres et vignettes de grève postale).
Mais il se trouve alors que, trop souvent, certains particuliers profitant de ces circonstances troublées, mettent en circulation sur le marché philatélique des figurines comportant les mêmes mentions que les timbres de grève, mais ne correspondant à aucun service. Ces figurines apocryphes ne sont donc pas des timbres, mais de simples vignettes (voir Timbre privé).

### Vignettes publicitaires
Des vignettes ont également été émises pour vendre des produits. Il en a été ainsi de celles réalisées par divers fabricants, par exemple de chocolats, de cycles, etc.

### Vignette de profil
Tout en gardant son premier sens du motif ornemental mais également informationnel, la vignette de profil revit aujourd'hui sur internet. Pour être reconnu sur les médias sociaux, il est possible d'ajouter sa vignette de profil qui est une petite image du visage de l'utilisateur ou de tout dessin ou photo par lequel il souhaite être identifié. Pour ne pas alourdir les sites, ces photos destinées au web ont généralement le format de 200 × 260 pixels avec une résolution de 72 DPI.

## Publicité
Diverses vignettes ont vu le jour pour célébrer les innovations techniques de tel ou tel fabricant. D'autres, camouflées en figurines patriotiques, se sont efforcées d'inciter le public à n'acheter que les produits de l'industrie française.

## Vignettes transformées en timbres-poste

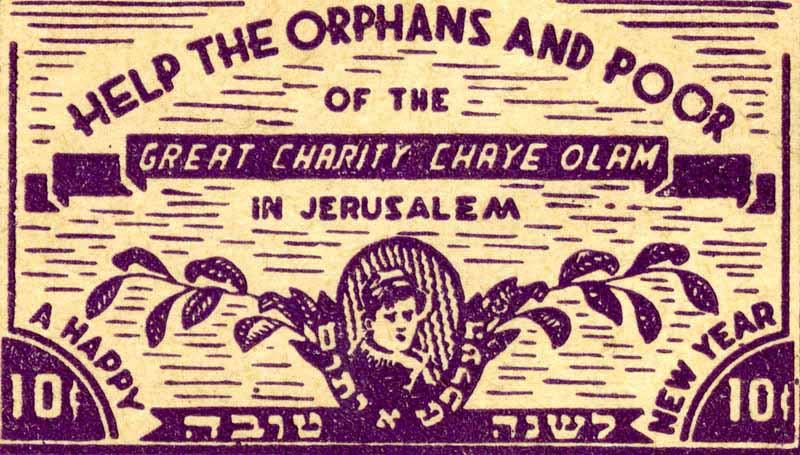
Timbre-vignette au bénéfice des orphelins de Charity Chaye Olam à Jérusalem, années 1940.

Il est arrivé en certains cas que, pour se procurer rapidement les timbres nécessaires, des vignettes aient été transformées en timbres par voie de surcharge (cf. surcharge), pour faire face à des besoins urgents : 

- On peut citer à cet égard le cas de la Compania Colombiana de Navigacion aera qui, pour se procurer les premiers timbres de surtaxe aérienne de Colombie, a surchargé des vignettes de propagande d'aviation multicolores destinées aux enfants.
- De même, lors de son accession à l'indépendance, Israël, attaqué par les pays arabes qui rejetaient le plan de partage de l'O.N.U., s'est procuré rapidement des timbres-poste en faisant surcharger du mot « Doar » (= « Poste ») les vignettes sionistes de bienfaisance sionistes. Ces figurines, valables seulement pour le courrier intérieur, ne restèrent en vigueur que du 5 au 14 mai 1948, date officielle de la création de l'État d'Israël, et date à laquelle ces timbres provisoires furent remplacés par les figurines définitives de l'État d'Israël. Sauf pour Jérusalem assiégé, où leur emploi fut prolongé au-delà de la fin du siège, survenue le 11 juin 1948, jusqu'en septembre de la même année.

## Collection des vignettes
Les collectionneurs de vignettes se nomment « érinnophiles ». Le mot est forgé sur le verbe allemand (sich) erinnern, se souvenir. 
Leur activité, l'érinnophilie, ne constitue pas une branche de la philatélie. Ce qui n'empêche pas ceux qui le désirent de collectionner les vignettes, parallèlement à leur activité de philatélistes, l'important étant qu'ils ne confondent pas ces deux types d'objets.
Il existe en France une seule association d'érinnophiles, dénommée L'Arc-en-ciel.